# Angelo Niculescu
Angelo Niculescu (Craiova, 1 d'octubre de 1921 - Bucarest, 20 de juny de 2015) fou un futbolista romanès de la dècada de 1940 i entrenador de futbol.
Destacà com a entrenador, dirigint la selecció de Romania al Mundial de 1970.

## Palmarès

### Entrenador
Dinamo București
- Lliga romanesa de futbol: 1955, 1964-65